# Neotheronia hastata
Neotheronia hastata là một loài tò vò trong họ Ichneumonidae.